# Złosz
Złosz  (Schlosch, Złoszcz) – kaszubski herb szlachecki, znany z jedynego wizerunku pieczętnego.

## Opis herbu
Opis z wykorzystaniem zasad blazonowania, zaproponowanych przez Alfreda Znamierowskiego:
W polu niewiadomym rogacina przekrzyżowana rozdarta u dołu na trzy. Klejnotu, hełmu, korony i labrów brak.

## Najwcześniejsze wzmianki
Rekognicjarz poborowy z 1570, pieczęć przyłożona przez Stanisława Schlosch.

## Herbowni
Czapiewski (Czapienski, Czapiewsky, Czapiński). Rodzina używała też licznych przydomków: Gran (Gron, Grzanka), Jajeczek, Prusak (Pruszak), Wnuk, Złosz, Janta, Paszk, Ranoch (Renoch), Rumel, Samek (Zamek), Stosz (Wstosz), Ukleja, Wojan (Wojen), Żłop, Żuroch.
Ten konkretny herb pochodzi z pieczęci Złoszcz-Czapiewskiego. Rodzinie tej przypisywano w latach późniejszych herby Brochwicz III, albo Ostoja.
Granowie używali herbu Gran (Żernicki), albo Drzewica (również Żernicki), zaś według polskich autorów Jastrzębiec (Borkowski, Boniecki). Jantowie używali herbu Janta vel Białk (Żernicki). Pruszakowie i Żurochowie mieli używać herbu Leliwa, bądź jej odmiany (Czapiewski II). Żurochom przypisywano też herb Sas i Czapiewski III. Pruszakom przypisywano też herb Pielesz. Zachowały się odciski pieczęci z herbami nieznanego Czapiewskiego i Wnuk-Czapiewskiego. Żłop-Czapiewscy mieli, tak jak Złoszowie, posługiwać się herbami Brochwicz III, albo Ostoja. Ponadto, Czapiewscy z poznańskiego, nie wiadomo czy spokrewnieni z kaszubskimi, używali Pomiana.